# Большевистский сельский округ
Большевистский сельский округ — административно-территориальна единица Житикаринского района в составе Костанайской области был образован в 1954 году. Округ находится в 8 км от города Житикара.

## Население
На 2018 год в округе проживает 557 человек.
Этнический состав:
- казахи – 299 чел. (41 % от общей численности),
- русские - 105 чел. (18,8 %),
- украинцы – 49 чел. (9%),
- немцы – 45 чел. (8 %),
- белорусы – 38 чел. (6,8 %),
- другие – 21 чел. (3,7 %).

## Населенные пункты
Всего в округе 5 сел:
- Тургеновка
- Кусакан
- Хозрет
- Тасыбай[1]
- Шевченковка

1. ↑  Паспорт округа. zhitikara.kostanay.gov.kz. Дата обращения: 14 января 2020. Архивировано 14 января 2020 года.